# Feitoria da Baía da Traição
A Feitoria da Baía da Traição localizava-se na baía da Traição, no litoral norte do estado brasileiro da Paraíba.

## História
À época da segunda fundação da povoação de Filipeia de Nossa Senhora das Neves (novembro de 1585), corsários franceses mantinham uma feitoria para o escambo de pau-brasil ("Caesalpina echinata") na Baía da Traição. O Ouvidor-mor da Capitania de Pernambuco, Martim Leitão, partindo de Filipeia, seguiu para o local, atacando e derrotando as forças francesas, arrasando a feitoria (1586), e retornando à povoação recém-fundada.
O local voltou a ser fortificado a partir do século XVII (ver Atalaia da Baía da Traição).